# Hypererythrops elegantula
Hypererythrops elegantula är en kräftdjursart som beskrevs av Nouvel 1974. Hypererythrops elegantula ingår i släktet Hypererythrops och familjen Mysidae. Inga underarter finns listade i Catalogue of Life.